# Marc D'Amelio
Marc D'Amelio (Norwalk, 1 de novembre de 1968) és un polític i emprenedor estatunidenc. És el pare de Charli D'Amelio i Dixie D'Amelio.
D'Amelio va rebre una llicenciatura en ciències polítiques i govern per la Universitat de Connecticut a Storrs el 1991. Ha treballat per a diverses organitzacions de la indústria de la roba. Va fundar la Madsoul Clothing Company l'any 2000 i el Level 4 Collective Showroom el 2007. Ha ocupat càrrecs de lideratge a l'organització de pares i mares de l'escola secundària de Norwalk i al club de pares. També va ser elegit membre del Consell de Govern de l'escola secundària de Norwalk per al curs escolar 2016-2017. Publica vídeos a la plataforma TikTok on té més de 10 milions de seguidors, la seva filla Charli D'Amelio és el compte més seguit de la plataforma.